# 大坪子黄芩
大坪子黄芩（学名：Scutellaria tapintzensis），为唇形科黄芩属下的一个植物种。